# Maatschappij tot Exploitatie van Tramwegen
De Maatschappij tot Exploitatie van Tramwegen (MET) was een Nederlandse stoomtramwegmaatschappij. De MET werd opgericht op 27 november 1891 in 's-Gravenhage.

## Tramlijnen
De MET heeft de volgende stoomtramlijnen geëxploiteerd:
- Gouda – Oudewater

Exploitatie overgenomen van de IJsel Stoomtramweg-Maatschappij (IJSM) op 6 september 1890; in eigendom op 26 september 1893; lijn opgeheven op 16 augustus 1907.
- Voorschoten – Wassenaar

Exploitatie overgenomen van de IJSM op 6 september 1890; lijn opgeheven op 2 maart 1893.
- Den Haag – Leiden

Exploitatie overgenomen van de IJSM op 6 september 1890; in eigendom op 26 september 1893; lijn overgedragen aan de Noord-Zuid-Hollandsche Stoomtramweg-Maatschappij (NZHTM) op 1 januari 1924.
- Haarlem – Alkmaar

Exploitatie overgenomen van de Société Anonyme Belge de Tramways Néerlandais (Haarlem et extensions) op 16 april 1901; lijn overgedragen aan de NZHTM op 1 oktober 1909.
- Gouda - Bodegraven (paardentram)

De MET is op 1 januari 1946 overgenomen door de ESM en vervolgens geliquideerd.